# Pingmu (köpinghuvudort i Kina, Guizhou Sheng, lat 28,83, long 107,44)
Pingmu (kinesiska: 平模, 平模镇) är en köpinghuvudort i Kina. Den ligger i provinsen Guizhou, i den sydvästra delen av landet, omkring 250 kilometer norr om provinshuvudstaden Guiyang. Antalet invånare är 9 424. Befolkningen består av 4 712 kvinnor och 4 712 män. Barn under 15 år utgör 27,0 %, vuxna 15-64 år 59 %, och äldre över 65 år 12,0 %.